# 米希加米 (密歇根州)
米希加米（英語：Michigamme）是位於美國密歇根州馬凱特縣米希加米鎮區的一個普查規定居民點。

## 人口
根據2020年美國人口普查的數據，米希加米的面積為12.06平方千米，當中陸地面積為6.16平方千米，而水域面積為5.89平方千米。當地共有人口255人，而人口密度為每平方千米21.14人。